# プレゼンテーション層
プレゼンテーション層（プレゼンテーションそう、英: Presentation layer）とは、OSI参照モデルにおける七階層の内の第六層である。プレゼンテーション層はアプリケーション層からのサービス要求に応じ、またセッション層に対してサービス要求を行う。
プレゼンテーション層は、より一層の処理または表示をするためにアプリケーション層への情報の配布と書式の整形に対する責任が有る。それは、エンド・ユーザ・システム内部のデータ表現について、アプリケーション層が構文の違いを意識しなくても良いようにする。例えば、プレゼンテーション・サービスの一例としては、EBCDICコードのテキストファイルをASCIIコードのファイルへ変換する事が挙げられる。

## 概要
プレゼンテーション層は、単なる1と0の束より更に高い次元で送信する事について、人々が意識し始める最初のものである。この層はどのように文字列が表されるか、例えばPascal言語（整数のデータ長領域の後に指定されたバイト数が続く）方式を使うかそれともC/C++言語（NULL文字で終端された文字列、つまり"thisisastring\0"）方式を使うか、といった問題を取り扱う。その意図は、アプリケーション層が動かされるデータを指し示せるべきという事であり、またプレゼンテーション層はその後の事を取り扱うであろう。
アプリケーション層、セッション層、トランスポート層、またはネットワーク層でも暗号化できるがそれぞれ一長一短が有り、典型的にはこの層でも暗号化される。もう一つの例は、この水準で通常標準化される構造をしばしばXMLを用いて表している。文字列のような単純なデータ部分はもちろんの事、より複雑な事もこの層で標準化される。二つの一般的な例は、オブジェクト指向プログラミングでの'オブジェクト'と、ストリーミングビデオが転送される正確な方法である。
広く用いられる多くのアプリケーションとプロトコルにおいて、プレゼンテーション層とアプリケーション層は区別されない。例えば、一般にアプリケーション層プロトコルと見なされるHTTPは、適切な変換をするため文字コードを識別するというプレゼンテーション層の側面が有り、その後、それはアプリケーション層の中で行われる。

## プレゼンテーション層サービスの一覧
- 暗号化
- 圧縮

## 副層
プレゼンテーション層は二つの副層から成る:
- CASE (Common Application Service Element)
- SASE (Specific Application Service Element)

CASEはアプリケーション層のサービスとプレゼンテーション層からの要求サービスを提供する。CASEは以下のような一般のアプリケーションにサービスへの対応を提供する:
- ACSE (Association Control Service Element)
- ROSE (Remote Operation Service Element)
- CCR (Commitment Concurrency and Recovery)
- RTSE (Reliable Transfer Service Element)

SASEは以下のような特定アプリケーションのサービス（プロトコル）を提供する
- FTAM (File Transfer, Access and Manager)
- VT (Virtual Terminal)
- MOTIS (Message Oriented Text Interchange Standard)
- CMIP (Common Management Information Protocol)
- JTM (Job Transfer and Manipulation) a former OSI standard
- MMS (Manufacturing Messaging Service)
- RDA (Remote Database Access)
- DTP (Distributed Transaction Processing)

## 例
- AFP, Apple Filing Protocol
- ICA  Citrix Systems Core Protocol]
- LPP, Lightweight Presentation Protocol
- NCP, NetWare Core Protocol
- NDR, Network Data Representation
- XDR, eXternal Data Representation
- X.25 PAD, Packet Assembler/Disassembler Protocol